# Ministère des PTT
Le ministère des Postes, Télégraphes et Téléphones, abrégé en ministère des PTT, est un ancien ministère français. Il est créé en 1879 sous le nom « ministère des Postes et des Télégraphes » par la fusion de deux directions d’administration centrale : la « direction de l'Exploitation postale » d’une part, et la « direction des Lignes télégraphiques » d'autre part. Il disparaît en 1991, après avoir changé plusieurs fois d’intitulé dont le dernier : « ministère des Postes et Télécommunications ».

## Présentation
Le ministère des Postes et des Télégraphes, créé en 1879, est issu de la fusion de deux administrations : d'une part, la Direction de l'exploitation postale, rattachée jusqu'alors au ministère des Finances ; d'autre part, la Direction des lignes télégraphiques, qui avait longtemps relevé du ministère de l'Intérieur.
À ces deux administrations réunies en un ministère unique en 1879 vient s'ajouter en 1889 celle du téléphone, dont le monopole, concédé dix ans plus tôt à la Société générale des téléphones, est repris par l'État. Entre 1887 et 1930, les trois secteurs (Poste Télégraphe, Téléphone) sont successivement placés sous l'autorité de directeurs généraux ou de secrétaires d'État rattachés d'abord au ministère des Finances puis à celui du Commerce et de l'Industrie ou encore des Travaux publics.
Doté d'un budget annexe en 1923, cette administration constitue à nouveau un département ministériel autonome à partir de 1930, sous l'appellation de ministère des Postes, Télégraphes et Téléphones. Ce dernier prendra le nom de ministère des Postes et Télécommunications en 1959, lors de la réunion de l'exploitation télégraphique et de l'exploitation téléphonique en une seule entité, la Direction des télécommunications.
Entre 1981 et 1997, l'appellation du ministère reflète ses changements de mission : le ministère se verra attribuer tour à tour la télédiffusion, l'espace, les technologies de l'information, dépendant tantôt du ministère de l'Industrie, tantôt de celui de l'Économie et des Finances. C'est une période de grande transformation avec la naissance en 1988 de France Télécom puis en 1991 de l'entreprise La Poste.
À partir de 1998, ses attributions sont réorganisées à l'intérieur d'un secrétariat d'État à l'Industrie au sein du ministère de l'Industrie.

## Le bâtiment du ministère des PTT
À sa création, le ministère des PTT s'installa au 103, rue de Grenelle dans le 7e arrondissement de Paris. Comme le rappelle une plaque commémorative apposée sur la façade du bâtiment, c'est à partir de cet endroit que furent diffusés en novembre 1935 les premiers programmes de télévisions français en novembre 1935, Georges Mandel étant ministre des PTT et René Barthélémy le responsable technique. Le premier essai officiel avait eu lieu au même endroit le 26 avril de la même année.

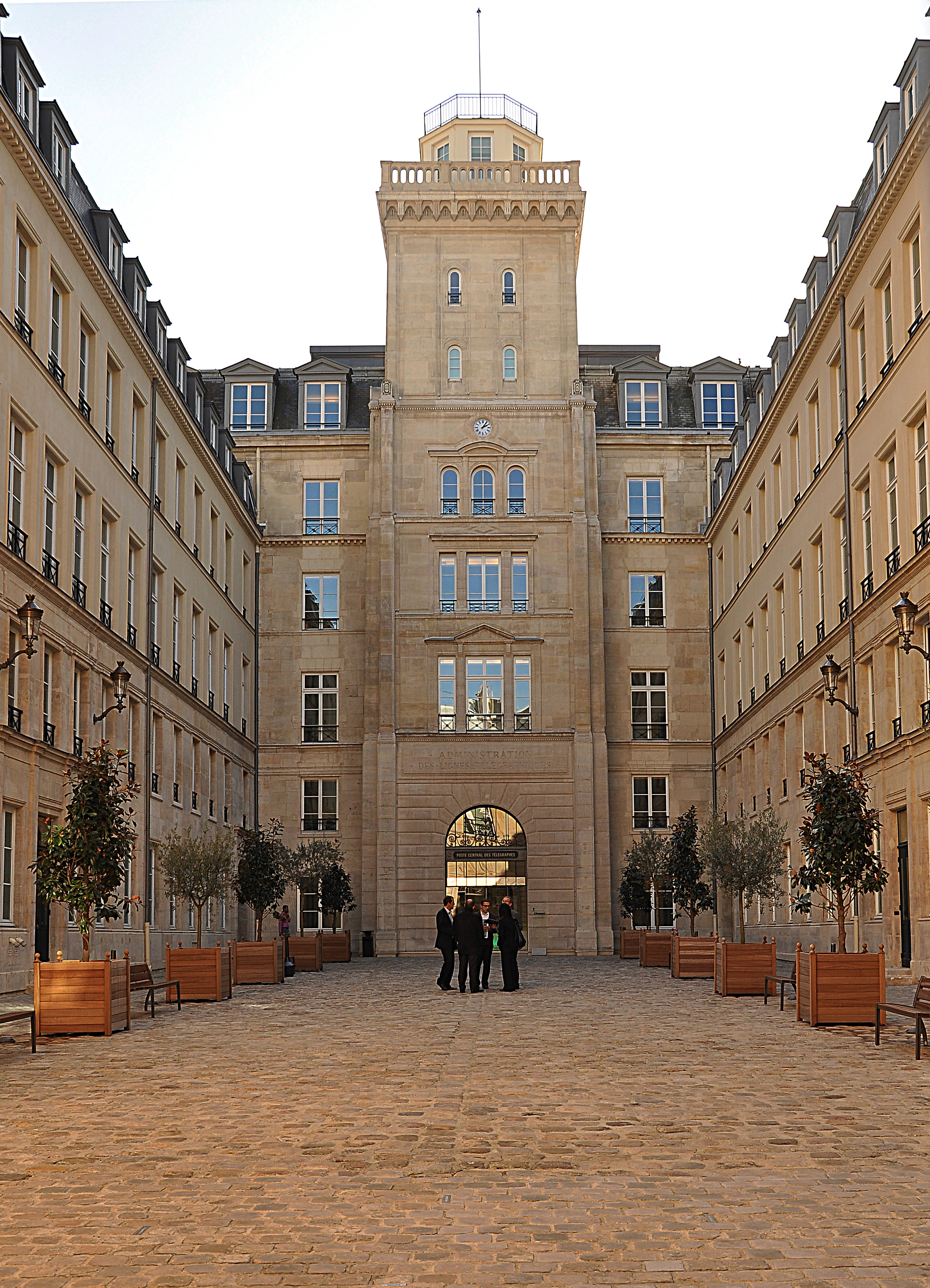
La tour Chappe dans la cour de l'ancien siège du ministère, 103 rue de Grenelle (Paris).
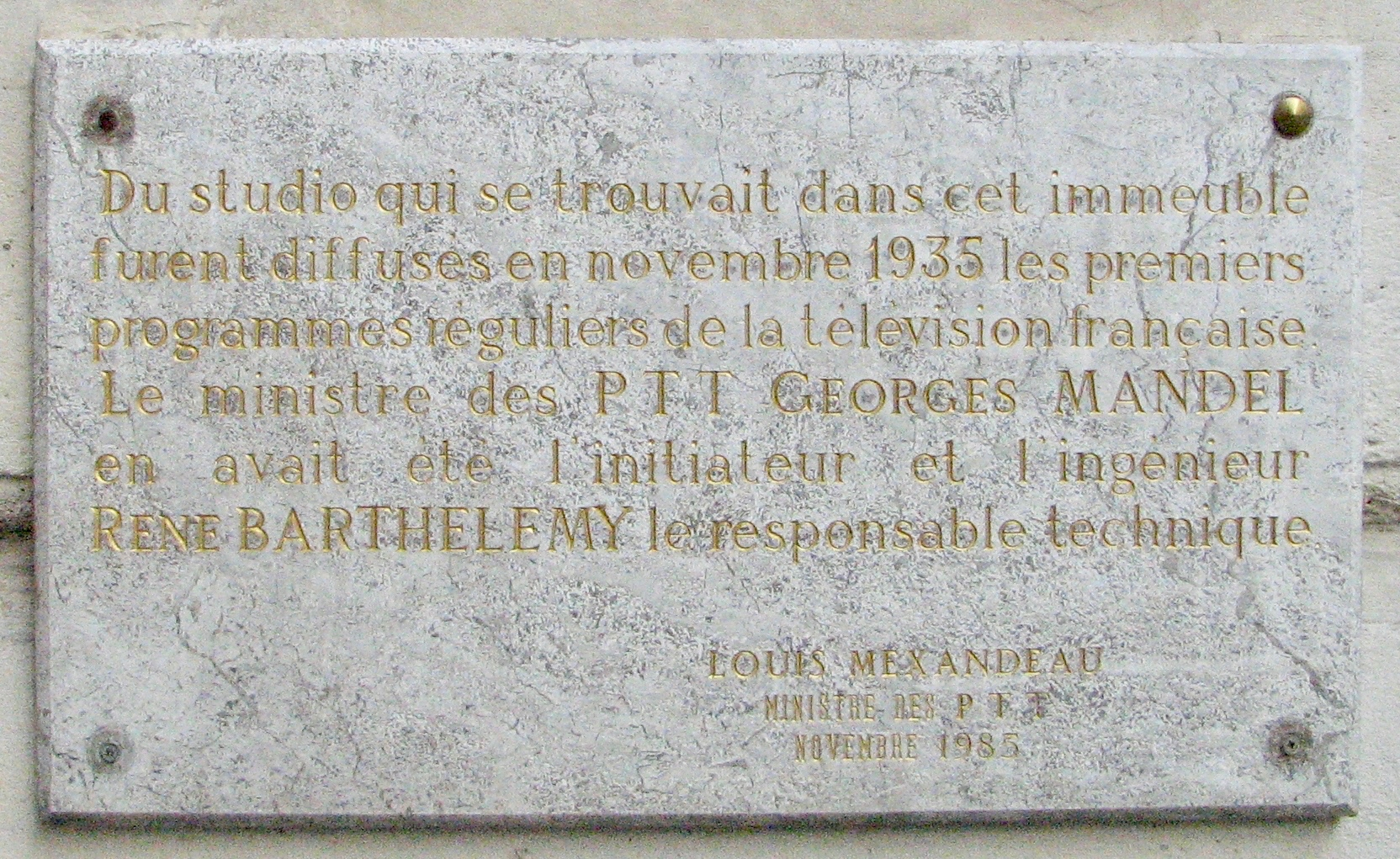
Plaque commémorative.

En 1939, l'administration centrale du ministère des PTT déménage dans le quartier de l’École militaire pour faire corps avec le nouveau ministère de la Marine marchande, 3 place de Fontenoy (ensemble Fontenoy-Ségur). Le nouveau bâtiment, moderne et fonctionnel, inauguré le 14 mars 1939 par le président de la République Albert Lebrun, est conçu par Jacques Debat-Ponsan (1882-1942), architecte en chef des PTT. Le nouvel édifice aux lignes modernes s'étend sur trois cents mètres de façade dans un style Art déco. Le ministère des PTT est demeuré dans ce bâtiment jusqu'à sa disparition consécutive à la création des opérateurs de droit public, La Poste et France Télécom. Des services de l'Industrie et maintenant l'administration centrale de l’Écologie ont occupé depuis cet immeuble.

## Chronologie

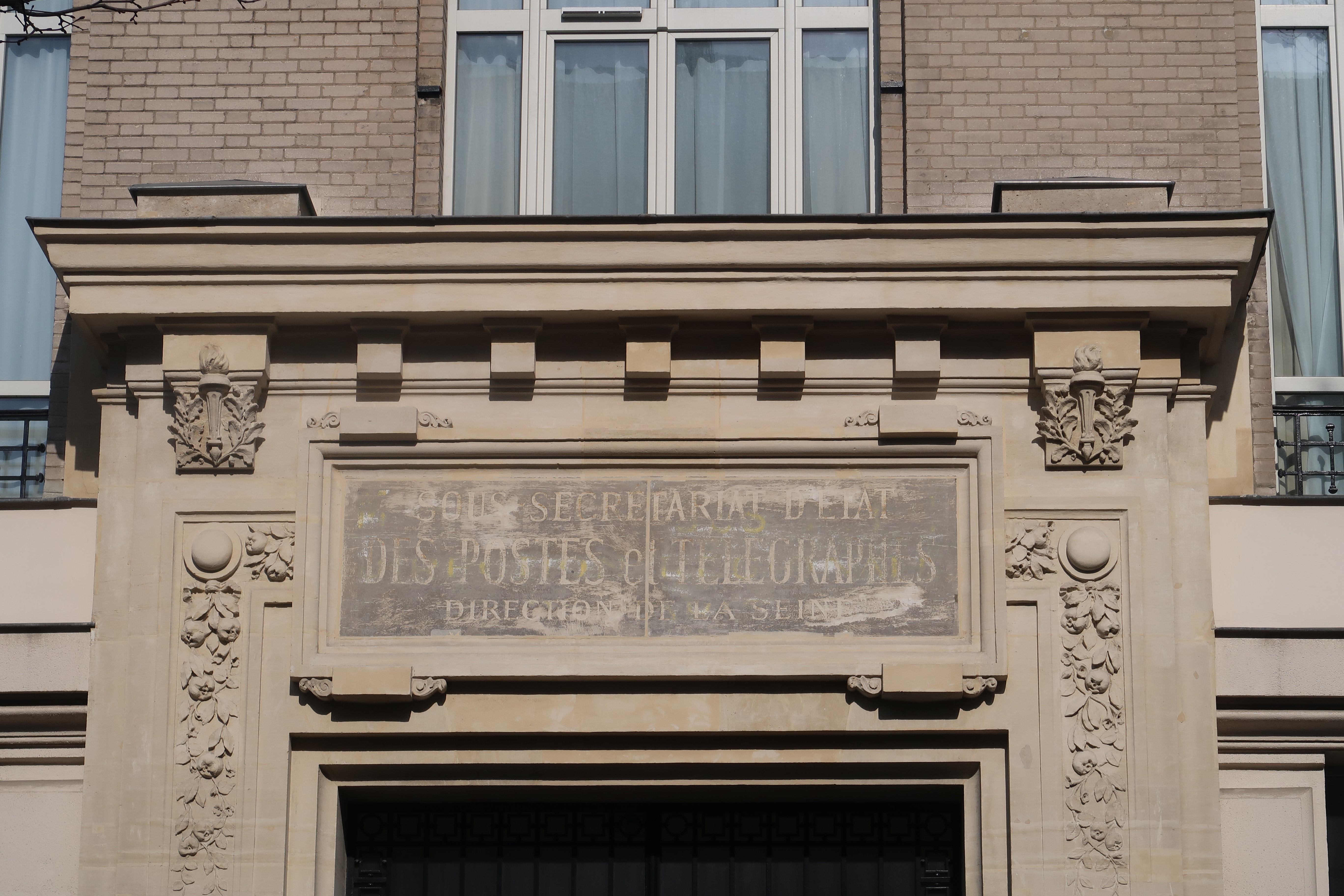
Détail d'une inscription ancienne, conservée malgré le changement d'affectation du bâtiment, au fronton du 93 boulevard du Montparnasse (Paris) : « Sous-secrétariat d'État des Postes et Télégraphes - Direction de la Seine ».

### XIXesiècle
- 1879 : création du premier ministère des Postes et Télégraphes
- 1881 : création du sigle P&T
- 1898 : création d'un sous-secrétariat d'État aux Postes et Télégraphes, dépendant du ministère du Commerce, de l'Industrie, et des Postes et télégraphes

### XXesiècle
- 1906 : le sous-secrétaire d'État des Postes, télégraphes, téléphones est rattaché au ministère des Travaux publics
- 1921 : le secrétariat d'État prend le nom de « Postes, Télégraphes et Téléphones » (PTT)
- 1925 : une loi donne officiellement l'appellation de « Postes, Télégraphes et Téléphones »[pas clair]
- 1929 : constitution du premier ministère des Postes, Télégraphes et Téléphones
- 1960 : premier « ministère des Postes et Télécommunications » (l'abréviation PTT est néanmoins conservée)

- 1982 : ministère des PTT
- 1986 : ministère de l'Industrie, des P&T, et du Tourisme

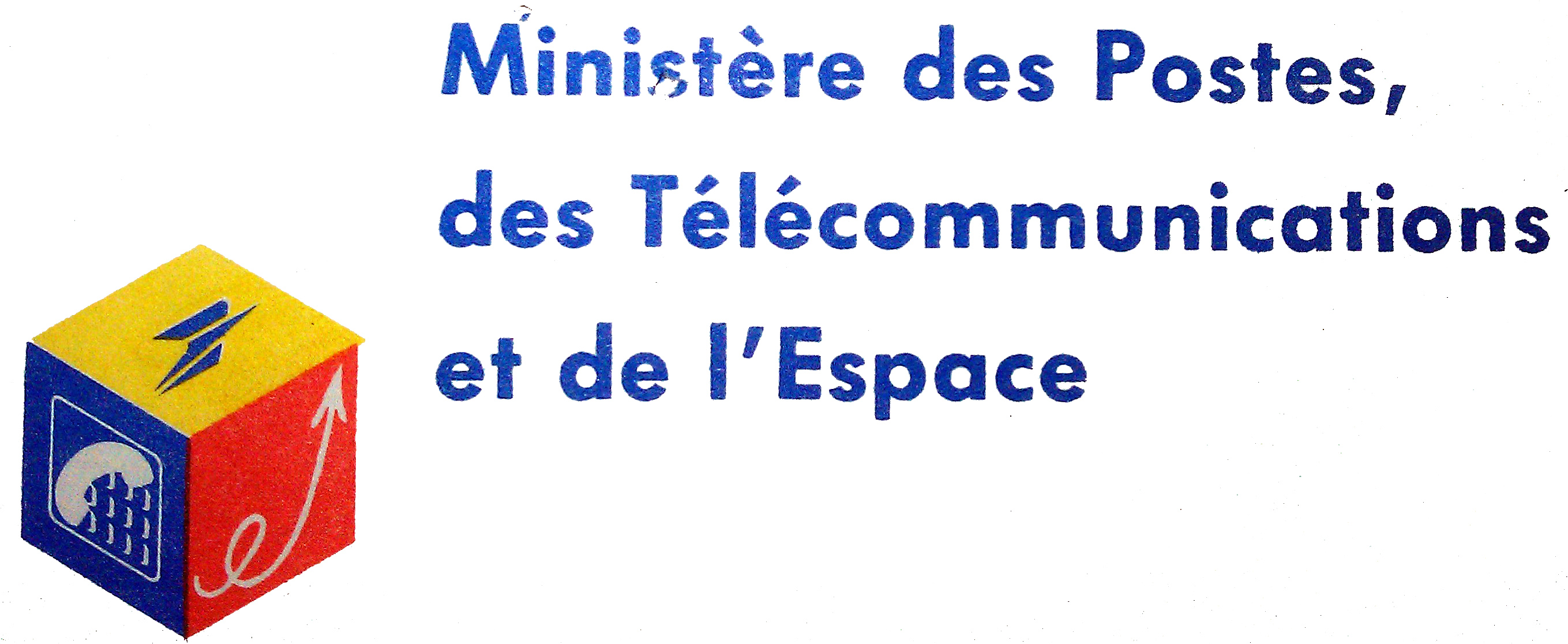
Logotype du ministère utilisé de 1988 à 1991.

- 1988 : ministère des Postes, des Télécommunications et de l'Espace
- 1991 : ministère des Postes et Télécommunications
- 1993 : ministère de l'Industrie, des Postes et Télécommunications et du Commerce extérieur
- 1995 : ministère des Technologies de l'Information et de la Poste
- 1995 : ministère délégué à la Poste, aux Télécommunications et à l'Espace

## Archives
Les archives du ministère des PTT sont conservées aux Archives nationales sous la cote F/90.
Les projets français de construction d'une fusée postale menés sous la tutelle du ministère des PTT sont conservés aux Archives nationales sous la cote 19780259/211.
Les archives du Groupe Orange sont conservées au central téléphonique d'Alfortville. Elles comptent parmi leur collection nombre de documents antérieurs à la privatisation.